# Sarau Alcudienc
Sarau Alcudienc és una agrupació folklòrica mallorquina d'Alcúdia fundada el 1978. És un centre de cultura tradicional mallorquina que promou la música, ball i costums de l'illa. Destaca per reviure festes com la Festa de les Llanternes i personatges com Sant Antoni i dimonis. També ha creat grups de cercaviles i ball, i ha participat en esdeveniments internacionals. L'associació ha investigat l'indumentària del segle xviii i del segle xix, i presenta desfilades històriques.
El 2013 l'Obra Cultural Balear atorgà a Sarau Alcudienc el premi Bartomeu Oliver, dels premis 31 de Desembre.